# شمس ونهار (مسلسل)
شمس ونهار هو مسلسل بدوي كويتي عرض في رمضان 2007م على تلفزيون الكويت من تأليف الكاتب حمد بدر ومن إخراج علي حسين البوشي. المسلسل يتكون من خمس عشرة حلقة، كتب الأشعار الخاصة بالمسلسل الشاعر عواد بن طوالة ، وتصميم الازياء للمصممة الكويتية رجاء البدر.

## قصة المسلسل
تدور أحداث قصة المسلسل حول شخصية (نهار) الفارس الشهم والذي يحاول التصدي فيه لهجمات عنيفة من قبل مجموعة من الأغراب تحاول أن تسيطر علي جميع المواقع التي يعيش فيها المجتمع البدوي.
يقدم المسلسل في أحداث لاتمت للحياة الواقعية بصلة وفي نقطة اللازمان واللامكان ويتحدث عن إسقاط اجتماعي وسياسي على الوضع الحاصل في المنطقة العربية وتدهور واضح لكل ما هو قيم وجميل في ظل الغزو الفكري والفضائي والمشاكل التي تعصف به بين وقت وآخر.
المسلسل بدوي اللهجة وتخالطه أيضًا اللهجة العربية الفصحى التي يتحدث بها المحتلون للأراضي الصحراوية في الجزيرة العربية ويتبع المسلسل فكرة المثل المعروف (لقد أكلت عندما أكل الثور الأبيض)، ويبرز المسلسل أيضا مميزات الدين الإسلامي الحنيف وأنه دين تسامح وخير يسعى لنبذ العنف واستتباب الأمن في مختلف أنحاء العالم ويحسن من الصورة السوداوية التي يراها بعض مجتمعات العالم الغربي تجاه الإسلام والمسلمين.

## الممثلين
- روحي الصفدي
- جمال الردهان
- عبد الرحمن العقل
- مشعل الجاسر
- عبير الجندي
- حمد ناصر
- مطرب فواز
- إبراهيم بوسعد
- ميثم الرزق
- علي البريكي
- عمر اليعقوب
- مشاعل الزنكوي
- نايف البشايرة
- ناديه عودة
- طاهر النجادة
- نواف الشمري

## إخراج
- علي حسين البلوشي

## وصلات خارجية
- جريدة الرياض